# 스탠리 크레이머
스탠리 크레이머(Stanley Kramer, 1913년 9월 29일 ~ 2001년 2월 19일)는 미국의 영화감독이다.
뉴욕 대학 졸업 후, 메트로 조사부·편집부를 거쳤다. 제2차 세계대전에 참가하였으며, 대전 후에는 독립 프로듀서로서 《챔피언》, 《대낮의 결투》, 《세일즈맨의 죽음》 등을 발표하였다. 1955년에는 《알지 못하는 사람이 아니고》에서 감독으로도 진출하였다.
그의 작품은 문제 의식을 강하게 풍겨내며, 진보파로 평가된다. 대표작으로 《자랑과 정열》, 《수갑(手厘)채로의 탈옥》, 《물가에서》, 《뉘른베르크 재판》, 《이상한, 이상한, 이상한 세계》등이 있다.